# Небојша Пајић
Небојша Пајић (Тузла, СФРЈ, 29. новембар 1983) је босанскохерцеговачки пјевач.

## Биографија
Небојша Пајић је рођен 1983. године у Тузли. Одрастао је у Власеници, а тренутно живи и ствара у Бијељини. Интересовање за музику показивао је још од своје шесте године. У нижој музичкој школи почиње свирати хармонику, да би се као тинејџер заинтересовао за рок музику и од тада гитара постаје његов примарни инструмент.

## Каријера
Први јавни наступ забиљежио је са рок бендом Вепрови 2003. године, са којим је снимио дупли албум. У бенду наступа до 2007. године када започиње своју соло каријеру. Локалну популарност стекао је учешћем у четвртој сезони музичког такмичења ZMBT у сезони 2011/2012 у којем је стигао до полуфинала. Учесник је тринаесте сезоне Звезда Гранда гдје је такође остварио запажен наступ. Први пјесму и спот Одлазим објављује у августу 2020. године. У јулу 2021. године, са колегиницом Аном Стојиљковић снима и свој први дует под називом Ово мало душе.

## Дискографија

### Синглови
- Одлазим - (2020) [6]
- Ово мало душе - (2021)[7]

### Албуми
- Вуна брате, вуна анд манy отхерс (Вепрови) - (2006)

### Видео спотови
- Одлазим - (2020)[8]
- Ово мало душе - (2021)[9]
- Танго - (2025) [10]